# Peter Jörg

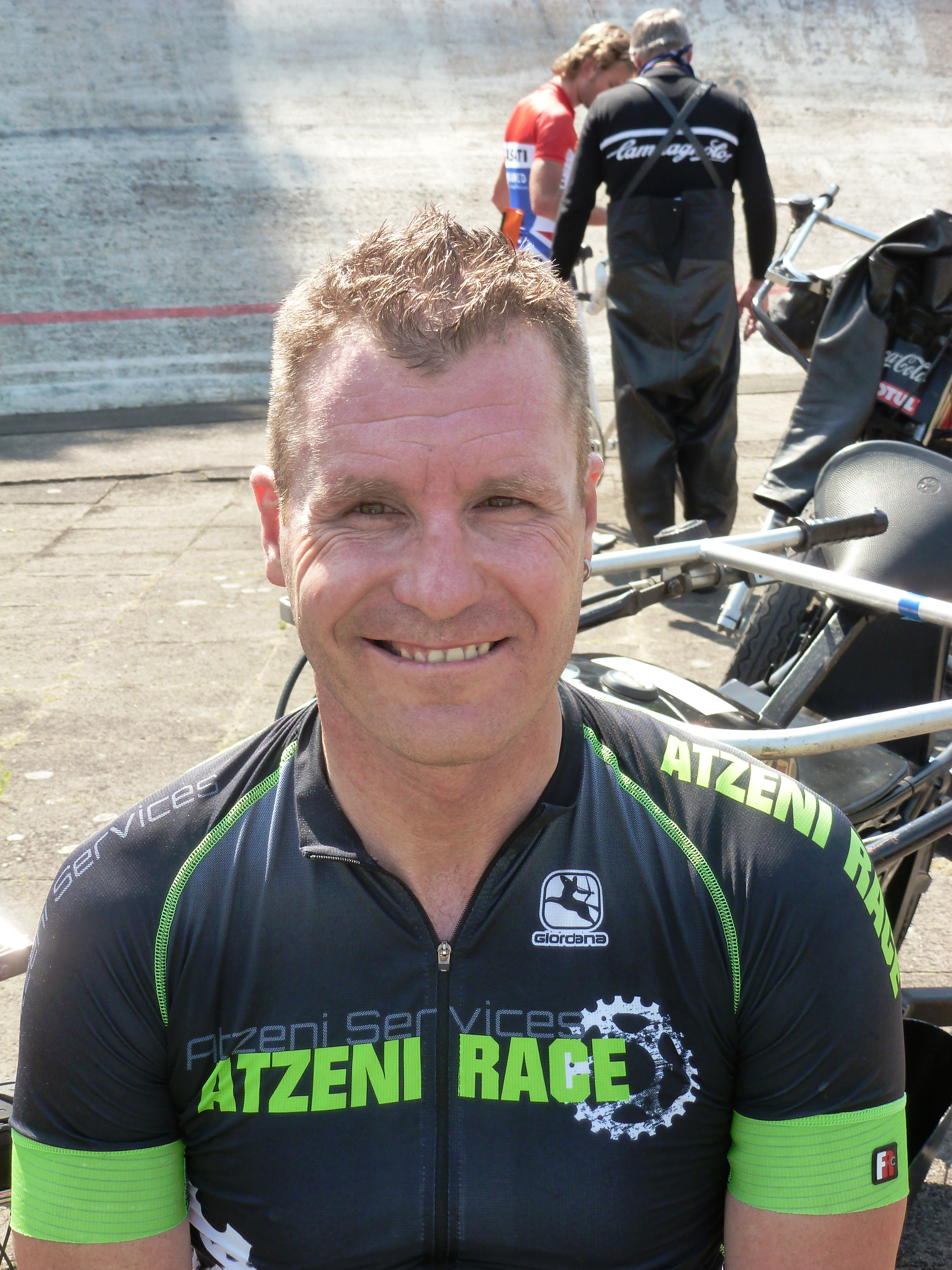
Peter Jörg (2015)

Peter Jörg (* 25. Februar 1972 in Uster) ist ein Schweizer Bahn- und Strassenradrennfahrer.
Peter Jörg gewann 1996 und 1997 das Schweizer Eintagesrennen Grand Prix Osterhas. In der Saison 1999 konnte er die Gesamtwertung der Jelajah Malaysia für sich entscheiden. Im nächsten Jahr fuhr er für die Schweizer Mannschaft KIA-Villiger Suisse. Auf der Bahn wurde Peter Jörg 2001 bis 2003, 2006 und 2011 fünfmal Schweizer Meister der Steher. Er gewann an den Europa-Meisterschaften der Steher 2007, 2008 (in Alkmaar) und 2009 (in Forst) jeweils die Bronzemedaille. 2004 gewann er den Großen Preis der Stadt Leipzig im Steherrennen. Das Goldene Rad von Erfurt gewann er 2008 und 2009. 2006 fuhr er für die lettisch-schweizerische Mannschaft Rietumu Bank-Riga, und seit 2008 fährt er für das Schweizer Continental Team Stegcomputer-CKT.

## Erfolge – Strasse
1996/1997
- GP Osterhas Affoltern am Albis

1999
- Gesamtwertung Jelajah Malaysia
- Strassenrennen Frauenfeld

## Erfolge – Bahn
1998
- Schweizer Meister SRV – Derny
- 3. Rang Schweizer Meisterschaft – Steher

1999
- Schweizer Meister SRV – Derny

2000
- Schweizer Meister SRV – Derny
- 2. Rang Schweizer Meisterschaft – Punktefahren
- 3. Rang Schweizer Meisterschaft – Steher

2001
- Schweizer Meister – Steher

2002
- Schweizer Meister – Steher

2003
- Schweizer Meister – Steher

2004
- Schweizer Meister – Scratch
- 3. Rang Schweizer Meisterschaft – Steher

2005
- 2. Rang Schweizer Meisterschaft – Steher

2006
- Schweizer Meister – Steher
- Sieger Weihnachtspreis Dortmund

2007
- 2. Rang Schweizer Meisterschaft – Steher
- 3. Rang Europa Meisterschaft – Steher
- Sieger Weihnachtspreis Dortmund

2008
- 2. Rang Schweizer Meisterschaft – Steher
- 3. Rang Europa Meisterschaft – Steher

2009
- 3. Rang Schweizer Meisterschaft – Steher
- 3. Rang Europa Meisterschaft – Steher

2011
- Schweizer Meister – Steher

2014
- 3. Rang Schweizer Meisterschaft – Steher

2015
- 3. Rang Schweizer Meisterschaft – Steher

2016
- 3. Rang Schweizer Meisterschaft – Steher

2017
- 2. Rang Schweizer Meisterschaft – Steher

2018
- 3. Rang Schweizer Meisterschaft – Steher[1]

## Teams
- 2000 KIA-Villiger Suisse
- 2006 Rietumu Bank-Riga
- 2008 Stegcomputer-CKT
- 2010 CKT TMIT-Champion System